# Brazilië op de Olympische Zomerspelen 2004
Brazilië nam deel aan de Olympische Zomerspelen 2004 in Athene, Griekenland. Er werd een recordaantal van vijf gouden medailles gewonnen. Daarentegen was het totale aantal medailles kleiner dan in 2000 en 1996.

## Medailleoverzicht
| Sport        | Olympiër                      | Discipline         | Medaille |
| ------------ | ----------------------------- | ------------------ | -------- |
| Paardensport | Rodrigo Pessoa                | springconcours     | Goud     |
| Volleybal    | Olympisch team                | mannen             | Goud     |
| Volleybal    | Emanuel Rego Ricardo Santos   | beachvolleybal (m) | Goud     |
| Zeilen       | Marcelo Ferreira Torben Grael | star klasse (m)    | Goud     |
| Zeilen       | Robert Scheidt                | laser klasse       | Goud     |
| Voetbal      | Olympisch team                | vrouwen            | Zilver   |
| Volleybal    | Shelda Bede Adriana Behar     | beachvolleybal (v) | Zilver   |
| Atletiek     | Vanderlei Cordeiro de Lima    | marathon (m)       | Brons    |
| Judo         | Leandro Guilheiro             | (tot 73 kg) (m)    | Brons    |
| Judo         | Flávio Canto                  | (tot 81 kg) (m)    | Brons    |

## Deelnemers en resultaten

### Atletiek
| Olympiër                                                                                            | Discipline             | Resultaat | Prestatie                                                                                       |
| --------------------------------------------------------------------------------------------------- | ---------------------- | --------- | ----------------------------------------------------------------------------------------------- |
| Vicente de Lima                                                                                     | 100m (m)               | 12e       | serie 3: 4e in 10,23 kwartfinale 2: 2e in 10,26 halve finale 2: 8e in 10,28                     |
| André Domingos                                                                                      | 100m (m)               | 33e       | serie 7: 4e in 10,28 kwartfinale 1: 8e in 10,34                                                 |
| Jarbas Mascarenhas                                                                                  | 100m (m)               | 31e       | serie 5: 4e in 10,34 kwartfinale 5: 7e in 10,30                                                 |
| Basilio Emidio de Morais                                                                            | 200m (m)               | 44e       | serie 2: 8e in 21,14                                                                            |
| Claudio Roberto Souza                                                                               | 200m (m)               | 19e       | serie 7: 4e in 20,70 kwartfinale 4: 5e in 20,64                                                 |
| Anderson Jorge Oliveira dos Santos                                                                  | 400m (m)               | 56e       | serie 8: 8e in 48,77                                                                            |
| Osmar dos Santos                                                                                    | 800m (m)               | 22e       | serie 3: 4e in 1.45,90 halve finale 3: 7e in 1.48,23                                            |
| Hudson de Souza                                                                                     | 1500m (m)              | 14e       | serie 2: 7e in 3.40,78 halve finale 1: 9e in 3.38,83                                            |
| Márcio Simão de Souza                                                                               | 110m horden (m)        | 17e       | serie 1: 4e in 13,43 kwartfinale 3: 5e in 13,54                                                 |
| Redelen Melo dos Santos                                                                             | 110m horden (m)        | DNS       | serie 6: niet gestart                                                                           |
| Mateus Facho Inocêncio                                                                              | 110m horden (m)        | 7e        | serie 4: 2e in 13,45 kwartfinale 4: 1e in 13,33 halve finale 2: 4e in 13,34 finale: 7e in 13,49 |
| Claudio Roberto Souza Edson Luciano Ribeiro Andre Domingos Vicente de Lima                          | 4x100m (m)             | 8e        | serie 2: 3e in 38,64 finale: 8e in 38,67                                                        |
| Vanderlei de Lima                                                                                   | marathon (m)           | Brons     | 2:12.11                                                                                         |
| Andre Luiz Ramos                                                                                    | marathon (m)           | DNF       | niet gefinisht                                                                                  |
| Romulo Silva                                                                                        | marathon (m)           | DNF       | niet gefinisht                                                                                  |
| Jose Alessandro Baggio                                                                              | 20km snelwandelen (m)  | 14e       | 1:23.33                                                                                         |
| Mario Jose dos Santos, Jr.                                                                          | 50km snelwandelen (m)  | 40e       | 4:20.11                                                                                         |
| Sergio Vieira Galdino                                                                               | 50km snelwandelen (m)  | 26e       | 4:05.02                                                                                         |
| Jadel Gregório                                                                                      | verspringen (m)        | 32e       | kwalificatie groep B: 16e met 7,50m                                                             |
| Jadel Gregório                                                                                      | hink-stap-springen (m) | 5e        | kwalificatie groep B: 3e met 17,20m finale: 5e met 17,31m                                       |
| Jesse Lima                                                                                          | hoogspringen (m)       | 17e       | kwalificatie groep B: 9e met 2,25m                                                              |
| |                        |           |                                                                                                 |
| Rosemar Maria Coelho Neto                                                                           | 100m (v)               | 24e       | serie 7: 5e in 11,43 kwartfinale 4: 7e in 11,45                                                 |
| Lucimar de Moura                                                                                    | 200m (v)               | 28e       | serie 1: 4e in 23,40 kwartfinale 1: 8e in 23,44                                                 |
| Maria Laura Almirao                                                                                 | 400m (v)               | 26e       | serie 2: 5e in 52,10                                                                            |
| Geisa Aparecida Coutinho                                                                            | 400m (v)               | 28e       | serie 6: 5e in 52,18                                                                            |
| Luciana de Paula Mendes                                                                             | 800m (v)               | 21e       | serie 5: 4e in 2.01,36 halve finale 3: 7e in 2.02,00                                            |
| Maila Paula Machado                                                                                 | 100m horden (v)        | 27e       | serie 3: 6e in 13,35                                                                            |
| Luciana Alves dos Santos Rosemar Maria Coelho Neto Lucimar Aparecida de Moura Katia Regina de Jesus | 4x100m (v)             | 9e        | serie 1: 4e in 23,12                                                                            |
| Maria Laura Almirao Josiane Tito Geisa Aparecida Coutinho Lucimar Teodoro                           | 4x400m (v)             | 12e       | serie 2: 6e in 3.28,43                                                                          |
| Marlene Fortunato                                                                                   | marathon (v)           | DNF       | niet gefinisht                                                                                  |
| Márcia Narloch                                                                                      | marathon (v)           | DNF       | niet gefinisht                                                                                  |
| Alessandra Picagevicz                                                                               | 20km snelwandelen (v)  | 48e       | 1:46.21                                                                                         |
| Keila da Silva Costa                                                                                | verspringen (v)        | 31e       | kwalificatie groep B: 14e met 6,33m                                                             |
| Elizangela Adriano                                                                                  | kogelstoten (v)        | 32e       | kwalificatie groep A: 19e met 17,44m                                                            |
| Elizangela Adriano                                                                                  | discuswerpen (v)       | 26e       | kwalificatie groep A: 13e met 58,13m                                                            |

### Basketbal
| Olympiër | Discipline | Resultaat | Prestatie |
| --- | ---------- | --------- | --- |
| Helen Cristina Luz Leila Sobral Iziane Marques Janeth dos Santos Arcain Alessandra Oliveira Adriana Moisés Pinto Karla Costa Vivian Cristina Lopes Silvia Cristina Rocha Erika Cristina Souza Cintia Santos Kelly Santos | vrouwen    | 4e        | groep A: 3e W van Japan: 128-62 W van Griekenland: 87-75 V van Rusland: 67-77 W van Nigeria: 82-63 V van Australië: 66-84 kwartfinale: W van Spanje: 67-63 halve finale: V van Australië: 75-88 bronzen finale: V van Rusland: 62-71 |

| Groep A |             |             |             |             |        |        |        |        |
| #       | Land        | Wedstrijden | Wedstrijden | Wedstrijden | Punten | Punten | Punten | Punten |
| #       | Land        | G           | W           | V           | V      | T      | Saldo  | Punten |
| 1       | Australië   | 5           | 5           | 0           | 418    | 313    | +105   | 10     |
| 2       | Rusland     | 5           | 4           | 1           | 389    | 333    | +56    | 9      |
| 3       | Brazilië    | 5           | 3           | 2           | 430    | 361    | +69    | 8      |
| 4       | Griekenland | 5           | 2           | 3           | 353    | 392    | -39    | 7      |
| 5       | Japan       | 5           | 1           | 4           | 381    | 485    | -104   | 6      |
| 6       | Nigeria     | 5           | 0           | 5           | 335    | 422    | -87    | 5      |

| Ronde          | Datum  | Plaats   | Land   | Score       | Land |
| -------------- | ------ | -------- | ------ | ----------- | ---- |
| Groepsfase     |        |          |        |             |      |
| 14 augustus    | Athene | Japan    | 62-128 | Brazilië    |      |
| 16 augustus    | Athene | Brazilië | 87-75  | Griekenland |      |
| 18 augustus    | Athene | Brazilië | 67-7   | Rusland     |      |
| 20 augustus    | Athene | Nigeria  | 63-82  | Brazilië    |      |
| 22 augustus    | Athene | Brazilië | 66-84  | Australië   |      |
| Kwartfinale    |        |          |        |             |      |
| 25 augustus    | Athene | Spanje   | 63-67  | Brazilië    |      |
| Halve finale   |        |          |        |             |      |
| 27 augustus    | Athene | Brazilië | 75-88  | Australië   |      |
| Bronzen finale |        |          |        |             |      |
| 28 augustus    | Athene | Rusland  | 71-62  | Brazilië    |      |

### Boksen
| Olympiër         | Discipline | Resultaat | Prestatie                                                              |
| ---------------- | ---------- | --------- | ---------------------------------------------------------------------- |
| Edvaldo Oliveira | -57kg (m)  | 9e        | 1e ronde: W van PUR Velazquez: 43-43 2e ronde: V van CUB Franco: 15-30 |
| Myke Carvalho    | -60kg (m)  | 17e       | 1e ronde: V van PUR de Jesus: 24-39                                    |
| Alessandro Matos | -64kg (m)  | 9e        | 1e ronde: vrij 2e ronde: V van UZB Mahmudov: 16-26                     |
| Glaucelio Abreu  | -75kg (m)  | 17e       | 1e ronde: V van ALG Nabil: 36-41                                       |
| Washington Silva | -81kg (m)  | 17e       | 1e ronde: V van AZE Ismayilov: 22-27                                   |

### Gymnastiek
| Olympiër                                                                                              | Discipline               | Resultaat | Prestatie |
| Ritmisch                                                                                              | Ritmisch                 | Ritmisch  | Ritmisch |
| --- | ------------------------ | --------- | --- |
| Larissa Barata Fernanda Cavalieri Ana Maria Maciel Tayanne Mantovaneli Jennifer Oliveira Dayane Silva | team (v)                 | 8e        | kwalificatie: 7e linten: 7e met 21,450 punten hoepel/bal: 6e met 23,500 punten totaal: 44,950 punten finale: 9e linten: 8e met 21,900 punten hoepel/bal:8e met 22,500 punten totaal: 44,400 punten |
| Turnen                                                                                                |                          |           | |
| Mosiah Rodrigues                                                                                      | meerkamp individueel (m) | 33e       | kwalificatie: 33e vloer: 58e met 9,075 punten sprong: 56e met 9,262 punten brug: 67e met 8,800 punten rekstok: 32e met 9,562 punten ringen: 71e met 8,600 punten paard met bogen: 21e met 9,600 punten totaal: 54,899 punten                                                                            |
| |                          |           | |
| Daiane dos Santos                                                                                     | vloer (v)                | 5e        | kwalificatie: 3e met 9,637 punten finale: 5e met 9,375 punten |
| Camila Comin                                                                                          | meerkamp individueel (v) | 16e       | kwalificatie: 26e vloer: 41e met 9,137 punten sprong: 42e met 9,200 punten brug: 30e met 9,412 punten balk: 57e met 8,662 punten totaal: 36,411 punten finale: 16e vloer: 20e met 8,925 punten sprong: 16e met 9,187 punten brug: 16e met 9,437 punten balk: 19e met 8,525 punten totaal: 36,074 punten |
| Daniele Hypólito                                                                                      | meerkamp individueel (v) | 26e       | kwalificatie: 16e vloer: 36e met 9,187 punten sprong: 73e met 8,987 punten brug: 11e met 9,575 punten balk: 20e met 9,337 punten totaal: 37,086 punten finale: 12e vloer: 14e met 9,237 punten sprong: 23e met 8,825 punten brug: 8e met 9,562 punten balk: 7e met 9,337 punten totaal: 36,961 punten   |
| Ana Paula Rodrigues                                                                                   | meerkamp individueel (v) | 27e       | kwalificatie: 27e vloer: 50e met 9,037 punten sprong: 63e met 9,087 punten brug: 33e met 9,375 punten balk: 46e met 8,887 punten totaal: 36,386 punten |
| Laís Souza                                                                                            | meerkamp individueel (v) | 34e       | kwalificatie: 34e vloer: 62e met 8,675 punten sprong: 13e met 9,387 punten brug: 69e met 8,762 punten balk: 18e met 9,375 punten totaal: 36,199 punten |
| Camila Comin Daiane dos Santos Daniele Hypólito Caroline Molinari Ana Paula Rodrigues Laís Souza      | meerkamp team (v)        | 9e        | kwalificatie: 9e vloer: 8e met 36,998 punten sprong: 8e met 36,924 punten brug: 9e met 37,162 punten balk: 8e met 36,261 punten totaal: 147,345 punten |

### Handbal

#### Mannen
| Olympiër | Discipline | Resultaat | Prestatie |
| --- | ---------- | --------- | --- |
| Alex Vasconcelos Marcos Paulo dos Santos Jaqson Kojoroski Adalberto Pereira da Silva José Ronaldo do Nascimento Jair Henrique Alves Jr. Renato Tupan Ruy Gustavo Henrique Lopes da Silva Bruno Bezerra de Menezes Souza Agberto Correa de Matos Hélio Lisboa Justino Daniel Baldacin Ivan Bruno Maziero Eduardo Henrique dos Reis Bruno Felipe Claudino de Santana | mannen     | 10e       | groep B: 5e V van Frankrijk: 17-31 V van Hongarije: 19-20 V van Duitsland: 21-34 V van Griekenland: 22-26 W van Egypte: 26-22 9-10e plek: V van IJsland: 25-29 |

| Groep B |             |             |             |             |             |            |            |            |        |
| #       | Land        | Wedstrijden | Wedstrijden | Wedstrijden | Wedstrijden | Doelpunten | Doelpunten | Doelpunten | Punten |
| #       | Land        | G           | W           | G           | V           | V          | T          | Saldo      | Punten |
| 1       | Frankrijk   | 5           | 5           | 0           | 0           | 135        | 108        | +27        | 10     |
| 2       | Hongarije   | 5           | 4           | 0           | 1           | 132        | 124        | +8         | 8      |
| 3       | Duitsland   | 5           | 3           | 0           | 2           | 139        | 110        | +29        | 6      |
| 4       | Griekenland | 5           | 2           | 0           | 3           | 117        | 130        | -13        | 4      |
| 5       | Brazilië    | 5           | 1           | 0           | 4           | 105        | 133        | -28        | 2      |
| 5       | Egypte      | 5           | 0           | 0           | 5           | 110        | 133        | -23        | 0      |

| Ronde       | Datum  | Plaats    | Land  | Score       | Land |
| ----------- | ------ | --------- | ----- | ----------- | ---- |
| Groepsfase  |        |           |       |             |      |
| 14 augustus | Athene | Frankrijk | 31-17 | Brazilië    |      |
| 16 augustus | Athene | Brazilië  | 19-20 | Hongarije   |      |
| 18 augustus | Athene | Duitsland | 34-21 | Brazilië    |      |
| 20 augustus | Athene | Brazilië  | 22-26 | Griekenland |      |
| 22 augustus | Athene | Egypte    | 22-26 | Brazilië    |      |
| 9-10e plek  |        |           |       |             |      |
| 24 augustus | Athene | Brazilië  | 25-29 | IJsland     |      |

#### Vrouwen
| Olympiër | Discipline | Resultaat | Prestatie |
| --- | ---------- | --------- | --- |
| Chana Masson Darly de Paula Fabiana Diniz Alexandra do Nascimento Margareth Lobo Montão Daniela Piedade Fabiana Kuestener Ana Amorim Milene Figueiredo Aline Waleska Rosas Lopes Viviane Jacques Lucila Silva Aline da Conceição Silva Aline Santos Idalina Borges Mesquita | vrouwen    | 7e        | groep A: 4e W van Griekenland: 29-21 V van Oekraïne: 19-21 V van Hongarije: 26-35 V van China: 23-28 kwartfinale: V van Zuid-Korea: 24-26 5-8e plek: V van Hongarije: 31-36 7-8e plek: W van China: 26-25 |

| Groep B |             |             |             |             |             |            |            |            |        |
| #       | Land        | Wedstrijden | Wedstrijden | Wedstrijden | Wedstrijden | Doelpunten | Doelpunten | Doelpunten | Punten |
| #       | Land        | G           | W           | G           | V           | V          | T          | Saldo      | Punten |
| 1       | Oekraïne    | 4           | 4           | 0           | 0           | 99         | 82         | +17        | 8      |
| 2       | Hongarije   | 4           | 3           | 0           | 1           | 118        | 93         | +25        | 6      |
| 3       | China       | 4           | 2           | 0           | 2           | 106        | 90         | +16        | 4      |
| 4       | Brazilië    | 4           | 1           | 0           | 3           | 97         | 105        | -8         | 2      |
| 5       | Griekenland | 4           | 0           | 0           | 4           | 74         | 124        | -50        | 0      |

| Ronde       | Datum  | Plaats      | Land  | Score     | Land |
| ----------- | ------ | ----------- | ----- | --------- | ---- |
| Groepsfase  |        |             |       |           |      |
| 15 augustus | Athene | Griekenland | 21-29 | Brazilië  |      |
| 19 augustus | Athene | Brazilië    | 19-21 | Oekraïne  |      |
| 21 augustus | Athene | Brazilië    | 26-35 | Hongarije |      |
| 23 augustus | Athene | China       | 28-23 | Brazilië  |      |
| Kwartfinale |        |             |       |           |      |
| 26 augustus | Athene | Zuid-Korea  | 26-24 | Brazilië  |      |
| 5-8e plek   |        |             |       |           |      |
| 28 augustus | Athene | Hongarije   | 36-21 | Brazilië  |      |
| 7-8e plek   |        |             |       |           |      |
| 29 augustus | Athene | China       | 25-26 | Brazilië  |      |

### Judo
| Olympiër           | Discipline | Resultaat | Prestatie |
| ------------------ | ---------- | --------- | --- |
| Alexandre Lee      | -60kg (m)  | 22e       | voorronde: vrij 1e ronde: V van ARM Armen Nazarjan: waza-ari |
| Henrique Guimarães | -66kg (m)  | 17e       | 1e ronde: W van KOR Gui-man: ippon 2e ronde: V van RUS Dzhafarov: waza-ari |
| Leandro Guilheiro  | -73kg (m)  | Brons     | 1e ronde: W van ESP Uematsu: yuko 2e ronde: W van HAI Laraque: ippon 3e ronde: W van POL Wiłkomirski: waza-ari kwartfinale: V van FRA Fernandes: waza-ari herkansingen: W van ISR Razvozov: ippon herkansingen 2: W van GEO Kevkhishvili: koka bronzen finale: W van MDA Bivol: waza-ari |
| Flávio Canto       | -81kg (m)  | Brons     | 1e ronde: W van COL Valles: ippon 2e ronde: W van EST Budõlin: yuko kwartfinale: V van RUS Nossov: waza-ari herkansingen: W van ITA Meloni: waza-ari herkansingen 2: W van KOR Young-woo: ippon bronzen finale: W van POL Krawczyk: waza-ari                                             |
| Carlos Honorato    | -90kg (m)  | 9e        | 1e ronde: W van ALG Meddah: ippon 2e ronde: W van MGL Ochirbat: waza-ari kwartfinale: V van GBR Gordon: yuko herkansingen: V van AUS Kelly: yuko |
| Mário Sabino       | -100kg (m) | 21e       | 1e ronde: vrij 2e ronde: V van ISR Ze'evi: ippon |
| Daniel Hernandes   | +100kg (m) | 9e        | 1e ronde: vrij 2e ronde: W van NGR Onyemachi: waza-ari 3e ronde: V van RUS Tmenov: ippon herkansingen: W van ROU Munteanu: ippon herkansingen 2: V van EST Pertelson: ippon |
|                    |            |           | |
| Daniela Polzin     | -48kg (v)  | 18e       | 1e ronde: V van CHN Feng: ippon |
| Fabiane Hukuda     | -52kg (v)  | 18e       | 1e ronde: V van GBR Singleton: ippon |
| Danielle Zangrando | -57kg (v)  | 9e        | 1e ronde: vrij 2e ronde: W van CHN Lu: ippon kwartfinale: V van NED Gravenstijn: ippon herkansingen: V van ITA Cavazzuti: yuko |
| Vânia Ishii        | -63kg (v)  | 19e       | 1e ronde: V van BEL Vandecaveye: ippon |
| Edinanci Silva     | -78kg (v)  | 7e        | 1e ronde: vrij 2e ronde: W van TUN Daya: ippon kwartfinale: V van FRA Lebrun: koka herkansingen: W van USA Kubes: waza-ari herkansingen 2: V van ITA Morico: waza-ari |

### Kanovaren
| Olympiër                             | Discipline    | Resultaat | Prestatie                                              |
| Vlakwater                            | Vlakwater     | Vlakwater | Vlakwater                                              |
| ------------------------------------ | ------------- | --------- | ------------------------------------------------------ |
| Sebastian Cuattrin                   | K-1 500m (m)  | 20e       | serie 5: 3e in 1.40,999 halve finale 1: 8e in 1.42,213 |
| Sebastian Cuattrin                   | K-1 1000m (m) | 18e       | serie 5: 3e in 3.36,506 halve finale 2: 7e in 3.37,682 |
| Sebastian Cuattrin Sebastian Szubski | K-2 500m (m)  | 18e       | serie 3: 6e in 1.35,917 halve finale 1: 8e in 1.37,466 |

### Moderne vijfkamp
| Olympiër                 | Discipline | Resultaat | Prestatie |
| ------------------------ | ---------- | --------- | --- |
| Daniel Vargas dos Santos | mannen     | 29e       | schietsport: 30e met 163 punten (892 punten) schermen: 19e met 14 overwinningen (776 punten) zwemmen: 30e in 2.16,52 (1164 punten) paardensport: 10e met 84 strafpunten (1116 punten) atletiek: 30e in 10.54,15 (784 punten) totaal: 4732 punten |
|                          |            |           | |
| Samantha Harvey          | vrouwen    | 25e       | schietsport: 11e met 178 punten (1072 punten) schermen: 8e met 17 overwinningen (860 punten) zwemmen: 23e in 2.27,35 (1152 punten) paardensport: 27e met 224 strafpunten (976 punten) atletiek: 30e in 12.03,10 (828 punten) totaal: 4888 punten |

### Paardensport
| Olympiër                                                                  | Discipline  | Resultaat | Prestatie |
| Eventing                                                                  | Eventing    | Eventing  | Eventing |
| ------------------------------------------------------------------------- | ----------- | --------- | --- |
| Rafael Gouveia, Jr.                                                       | individueel | 47e       | dressuur: 58e met 65,8 strafpunten crosscountry: 33e met 4,8 strafpunten springconcours: 62e met 30 strafpunten |
| Sergio Marins                                                             | individueel | 50e       | dressuur: 65e met 70 strafpunten crosscountry: 46e met 16 strafpunten springconcours: 59e met 19 strafpunten |
| Andre Paro                                                                | individueel | 54e       | dressuur: 65e met 70 strafpunten crosscountry: 47e met 16,8 strafpunten springconcours: 66e met 37 strafpunten |
| Raul Senna                                                                | individueel | 44e       | dressuur: 72e met 76 strafpunten crosscountry: 45e met 14,4 strafpunten springconcours: 23e met 5 strafpunten |
| Remo Tellini                                                              | individueel | 59e       | dressuur: 73e met 79,6 strafpunten crosscountry: 49e met 17,6 strafpunten springconcours: 67e met 51 strafpunten |
| Rafael Gouveia, Jr. Sergio Marins Andre Paro Raul Senna Remo Tellini      | team        | 11e       | dressuur: 14e met 205,8 strafpunten crosscountry: 9e met 35,2 strafpunten springconcours: 13e met 54 strafpunten totaal: 301 strafpunten                                                                                             |
| Springconcours                                                            |             |           | |
| Bernardo Alves                                                            | individueel | DNF       | kwalificatie: niet gefinisht 1e ronde: 11e met 1 strafpunt 2e ronde: 25e met 8 strafpunten 3e ronde: niet gefinisht |
| Luciana Diniz-Knippling                                                   | individueel | 38e       | kwalificatie: 47e 1e ronde: 29e met 5 strafpunten 2e ronde: 50e met 13 strafpunten 3e ronde: 46e met 16 strafpunten totaal: 34 strafpunten finale: 38e 1e ronde: 38e met 20 strafpunten                                              |
| Alvaro Miranda Neto                                                       | individueel | DNF       | kwalificatie: 39e 1e ronde: 45e met 8 strafpunten 2e ronde: 25e met 8 strafpunten 3e ronde: 41e met 12 strafpunten totaal: 28 strafpunten finale: niet gefinisht 1e ronde: 11e met 8 strafpunten 2e ronde: niet gefinisht            |
| Rodrigo Pessoa                                                            | individueel | Goud      | kwalificatie: 17e 1e ronde: 29e met 5 strafpunten 2e ronde: 1e met 0 strafpunten 3e ronde: 33e met 9 strafpunten totaal: 17 strafpunten finale: 1e ronde: 11e met 8 strafpunten 2e ronde: 1e met 0 strafpunten totaal: 8 strafpunten |
| Bernardo Alves Luciana Diniz-Knippling Alvaro Miranda Neto Rodrigo Pessoa | team        | 10e       | 1e ronde: 7e met 16 strafpunten 2e ronde: 10e met 37 strafpunten totaal: 53 strafpunten |

### Roeien
| Olympiër                      | Discipline             | Resultaat | Prestatie                                                                                                |
| ----------------------------- | ---------------------- | --------- | --- |
| Anderson Nocetti              | skiff (m)              | 13e       | serie 4: 3e in 7.26,81 herkansingen: 2e in 7.03,08 halve finale B: 5e in 7.11,90 finale C: 1e in 6.53,64 |
| Thiago Gomes Jose Sobral, Jr. | lichte dubbel-twee (m) | 19e       | serie 1: 6e in 6.33,92 herkansingen: 4e in 6.33,66 halve finale C: 4e in 6.26,98                         |
|                               |                        |           | |
| Fabiana Beltrame              | skiff (v)              | 14e       | serie 3: 4e in 8.02,89 herkansingen: 4e in 7.48,74 halve finale D: 1e in 8.00,69 finale C: 2e in 7.43,38 |

### Schermen
| Olympiër       | Discipline | Resultaat | Prestatie                                                              |
| -------------- | ---------- | --------- | ---------------------------------------------------------------------- |
| Renzo Agresta  | sabel (m)  | 17e       | 1e ronde: W van TUN Rebai: 15-14 2e ronde: V van UKR Lukashenko: 14-15 |
|                |            |           |                                                                        |
| Maria Herklotz | floret (v) | 17e       | 1e ronde: V van KOR Hyun-hee: 6-15                                     |
| Melora Pattaro | sabel (v)  | 17e       | 1e ronde: V van AZE Jemayeva: 8-15                                     |

### Schietsport
| Olympiër       | Discipline | Resultaat | Prestatie                                         |
| -------------- | ---------- | --------- | ------------------------------------------------- |
| Rodrigo Bastos | trap (m)   | 14e       | kwalificatie: 14e met 117 punten (24-23-23-23-24) |

### Schoonspringen
| Olympiër       | Discipline    | Resultaat | Prestatie                                                                                       |
| -------------- | ------------- | --------- | ----------------------------------------------------------------------------------------------- |
| Cesar Castro   | 3m plank (m)  | 9e        | voorronde: 9e met 432,45 punten halve finale: 8e met 230,28 punten finale: 9e met 662,97 punten |
| Cassius Duran  | 10m toren (m) | 24e       | voorronde: 24e met 387,75 punten                                                                |
| Hugo Parisi    | 10m toren (m) | 32e       | voorronde: 32e met 325,08 punten                                                                |
|                |               |           |                                                                                                 |
| Juliana Veloso | 3m plank (v)  | 18e       | voorronde: 18e met 265,29 punten halve finale: 17e met 197,16 punten                            |
| Juliana Veloso | 10m toren (v) | 16e       | voorronde: 16e met 302,31 punten halve finale: 15e met 167,64 punten                            |

### Synchroonzwemmen
| Olympiër                       | Discipline | Resultaat | Prestatie |
| ------------------------------ | ---------- | --------- | --- |
| Carolina Moraes Isabela Moraes | duet       | 12e       | kwalificatie: 12e technisch: 12e met 45,167 punten vrij: 12e met 45,584 punten totaal: 90,751 punten finale: 12e vrij: 12e met 45,750 punten |

### Taekwondo
| Olympiër          | Discipline | Resultaat | Prestatie |
| ----------------- | ---------- | --------- | --- |
| Marcel Ferreira   | -58kg (m)  | 49e       | 1e ronde: V van EGY Bayoumi: 2-10 |
| Diogo Silva       | -68kg (m)  | 4e        | 1e ronde: W van VEN García: 6-5 2e ronde: V van IRI Saei: 6-8 herkansingen: W van ITA Molfetta: walk-over herkansingen 2: W van GUA Sagastume: 12-10 bronzen finale: V van KOR Song: 7-12 |
|                   |            |           | |
| Natália Falavigna | +68kg (v)  | 4e        | 1e ronde: W van AUS Morgan: 7-2 2e ronde: W van BEL Rase: 8-4 kwartfinale: V van CHN Chen: 5-8 herkansingen: W van ITA Castrignano: 6-3 bronzen finale: V van VEN Carmona: 4-7            |

### Tafeltennis
| Olympiër                   | Discipline     | Resultaat | Prestatie                                                          |
| -------------------------- | -------------- | --------- | ------------------------------------------------------------------ |
| Hugo Hoyama                | enkelspel (m)  | 49e       | 1e ronde: V van POL Krzeszewski: 0-4                               |
| Thiago Monteiro            | enkelspel (m)  | 33e       | 1e ronde: W van IRI Akhlaghpasand: 4-1 2e ronde: V van HKG Li: 1-4 |
| Hugo Hanashiro Hugo Hoyama | dubbelspel (m) | 25e       | 1e ronde: V van GER Hielscher/Roßkopf: 2-4                         |
|                            |                |           |                                                                    |
| Lígia Silva                | enkelspel (v)  | 49e       | 1e ronde: V van NGR Offiong: 1-4                                   |
| Hugo Hanashiro Hugo Hoyama | dubbelspel (v) | 25e       | 1e ronde: vrij 2e ronde: V van CZE Štrbíková/Vachovcová: 2-4       |

### Tennis
| Olympiër                | Discipline     | Resultaat | Prestatie                                                                               |
| ----------------------- | -------------- | --------- | --------------------------------------------------------------------------------------- |
| Gustavo Kuerten         | enkelspel (m)  | 33e       | 1e ronde: V van CHI Massú: 3-6, 7-5, 4-6                                                |
| Flavio Saretta          | enkelspel (m)  | 33e       | 1e ronde: V van USA Roddick: 3-6, 6-7(4)                                                |
| André Sá Flavio Saretta | dubbelspel (m) | 9e        | 1e ronde: W van ESP Moyá/Nadal: 7-6(6), 6-1 2e ronde: V van ZIM Black/Ullyett: 3-6, 4-6 |

### Triatlon
| Olympiër        | Discipline | Resultaat | Prestatie      |
| --------------- | ---------- | --------- | -------------- |
| Leandro Macedo  | mannen     | 31e       | 1:57.39,36     |
| Paulo Miyashiro | mannen     | 34e       | 1.58.16,76     |
| Juraci Moreira  | mannen     | 41e       | 2:02.35,99     |
|                 |            |           |                |
| Carla Moreno    | vrouwen    | DNF       | niet gefinisht |
| Mariana Ohata   | vrouwen    | DNF       | niet gefinisht |
| Sandra Soldan   | vrouwen    | 37e       | 2:16.52,97     |

### Voetbal
| Olympiër | Discipline | Resultaat | Prestatie |
| --- | ---------- | --------- | --- |
| Andréia Suntaque Mônica de Paula Tânia Ribeiro Juliana Cabral Miraildes "Formiga" Mota Daniela Lima Delma "Pretinha" Gonçalves Marta Vieira da Silva Rosana Augusto Cristiane Silva Elaine Moura Marlisa "Maravilha" Wahlbrink Grazielle Nascimento Renata Costa Aline Pellegrino Andréia "Maycon" dos Santos Roseli de Belo Dayane Rocha | vrouwen    | Zilver    | groep C: 2e W van Australië: 1-0 V van Verenigde Staten: 0-2 W van Griekenland: 7-0 kwartfinale: W van Mexico: 5-0 halve finale: W van Zweden: 1-0 finale: V van Verenigde Staten: 1-2 |

| Groep C |                  |             |             |             |             |            |            |            |        |
| #       | Land             | Wedstrijden | Wedstrijden | Wedstrijden | Wedstrijden | Doelpunten | Doelpunten | Doelpunten | Punten |
| #       | Land             | G           | W           | G           | V           | V          | T          | Saldo      | Punten |
| 1       | Verenigde Staten | 3           | 2           | 1           | 0           | 6          | 1          | +5         | 6      |
| 2       | Brazilië         | 3           | 2           | 0           | 1           | 8          | 2          | +6         | 6      |
| 3       | Australië        | 3           | 1           | 1           | 1           | 2          | 2          | 0          | 3      |
| 4       | Griekenland      | 3           | 1           | 0           | 3           | 0          | 11         | -11        | 3      |

| Ronde        | Datum  | Plaats           | Land | Score     | Land |
| ------------ | ------ | ---------------- | ---- | --------- | ---- |
| Groepsfase   |        |                  |      |           |      |
| 11 augustus  | Athene | Brazilië         | 1-0  | Australië |      |
| 14 augustus  | Athene | Verenigde Staten | 2-0  | Brazilië  |      |
| 17 augustus  | Athene | Griekenland      | 0-7  | Brazilië  |      |
| Kwartfinale  |        |                  |      |           |      |
| 20 augustus  | Athene | Mexico           | 0-5  | Brazilië  |      |
| Halve finale |        |                  |      |           |      |
| 23 augustus  | Athene | Brazilië         | 1-0  | Zweden    |      |
| Finale       |        |                  |      |           |      |
| 26 augustus  | Athene | Verenigde Staten | 2-1  | Brazilië  |      |

### Volleybal

#### Beach
| Olympiër                        | Discipline | Resultaat | Prestatie |
| ------------------------------- | ---------- | --------- | --- |
| Márcio Araújo Benjamin Insfran  | beach (m)  | 9e        | groep B: 2e W van FRA Canet/Hamel: 2-0 (21-13, 21-14) W van CUB Álvarez/Rossell: 2-0 (23-21, 22-20) V van GER Dieckmann/Scheuerpflug: 0-2 (20-22, 17-21) 2e ronde: V van SUI M Laciga/P Laciga: 1-2 (19-21, 21-19, 12-15) |
| Emanuel Rego Ricardo Santos     | beach (m)  | Goud      | groep A: 1e W van NOR Horrem/Maaseide: 2-1 (21-15, 19-21, 15-10) W van AUS Schacht/Slack: 2-0 (21-17, 21-17) W van USA Holdren/Metzger: 2-0 (21-17, 21-10) 2e ronde: W van NOR Høidalen/Kjemperud: 2-1 (21-15, 19-21, 15-6) kwartfinale: W van SUI M Laciga/P Laciga: 2-0 (21-13, 21-16) halve finale: W van SUI Heuscher/Kobel: 2-1 (21-14, 19-21, 15-12) finale: W van ESP Bosma/Herrera: 2-0 (21-16, 21-15)      |
|                                 |            |           | |
| Shelda Bede Adriana Behar       | beach (v)  | Zilver    | groep B: 1e W van RSA Naidoo/Willand: 2-0 (21-7, 21-10) W van ITA Gattelli/Perrotta: 2-0 (21-17, 21-17) W van CUB Fernández/Larrea: 2-0 (21-14, 21-19) 2e ronde: W van BUL Jantsjoelova/Jantsjoelova: 2-1 (18-21, 21-16, 15-11) kwartfinale: W van BRA Connelly/Pires: 2-1 (15-21, 21-13, 15-13) halve finale: W van AUS Cook/Sanderson: 2-0 (21-17, 21-16) finale: V van USA May-Treanor/Walsh: 0-2 (17-21, 11-21) |
| Ana Paula Connelly Sandra Pires | beach (v)  | 5e        | groep C: 2e W van NOR Håkedal/Tørlen: 2-0 (21-18, 21-19) W van GRE Arvaniti/Koutroumanidou: 2-0 (21-13, 21-14) V van GER Lahme/Müsch: 1-2 (21-18, 15-21, 11-15) 2e ronde: W van GRE Karantasiou/Sfyri: 2-0 (21-16, 21-19) kwartfinale: V van BRA Bede/Behar: 1-2 (21-15, 13-21, 13-15) |

#### Indoor
Mannen
| Olympiër | Discipline | Resultaat | Prestatie |
| --- | ---------- | --------- | --- |
| Gilberto Godoy Filho Sérgio Dutra Santos (L) Nalbert Tavares Bitencourt Gustavo Endres Ricardo Garcia Dante Guimarães Amaral Giovane Gavio André Heller Maurício Lima André Luiz da Silva Nascimento Anderson Rodrigues Rodrigo Santana | mannen     | Goud      | groep A: 1e W van Australië: 3-1 (23-25, 25-19, 25-12, 25-21) W van Italië: 3-2 (25-21, 15-25, 25-16, 21-15, 33-31) W van Nederland: 3-1 (25-21, 24-26, 25-21, 25-19) W van Rusland: 3-0 (25-19, 25-13, 25-23) V van Verenigde Staten: 1-3 (22-25, 23-25, 25-18, 22-25) kwartfinale: W van Polen: 3-0 (25-22, 27-25, 25-18) halve finale: W van Verenigde Staten: 3-0 (25-16, 25-17, 25-23) finale: W van Italië: 3-1 (25-15, 24-26, 25-20, 25-22) |

| Groep B |                  |             |             |             |             |             |             |        |        |        |        |
| #       | Land             | Wedstrijden | Wedstrijden | Wedstrijden | Wedstrijden | Wedstrijden | Wedstrijden | Punten | Punten | Punten | Punten |
| #       | Land             | G           | W           | V           | SW          | SV          | SR          | SPW    | SPL    | Saldo  | Punten |
| 1       | Brazilië         | 5           | 4           | 1           | 13          | 7           | +6          | 483    | 431    | +52    | 9      |
| 2       | Italië           | 5           | 3           | 2           | 13          | 7           | +6          | 465    | 434    | +31    | 8      |
| 3       | Verenigde Staten | 5           | 3           | 2           | 11          | 8           | +3          | 437    | 423    | +14    | 8      |
| 4       | Rusland          | 5           | 3           | 2           | 11          | 9           | +2          | 452    | 430    | +22    | 8      |
| 5       | Nederland        | 5           | 2           | 3           | 7           | 11          | -4          | 391    | 419    | -28    | 7      |
| 6       | Australië        | 5           | 0           | 5           | 2           | 15          | -13         | 331    | 422    | -91    | 5      |

| Ronde        | Datum  | Plaats           | Land | Score     | Land |
| ------------ | ------ | ---------------- | ---- | --------- | ---- |
| Groepsfase   |        |                  |      |           |      |
| 15 augustus  | Athene | Brazilië         | 3-1  | Australië |      |
| 17 augustus  | Athene | Brazilië         | 3-2  | Italië    |      |
| 19 augustus  | Athene | Nederland        | 1-3  | Brazilië  |      |
| 21 augustus  | Athene | Brazilië         | 3-0  | Rusland   |      |
| 23 augustus  | Athene | Verenigde Staten | 3-1  | Brazilië  |      |
| Kwartfinale  |        |                  |      |           |      |
| 25 augustus  | Athene | Polen            | 0-3  | Brazilië  |      |
| Halve finale |        |                  |      |           |      |
| 27 augustus  | Athene | Verenigde Staten | 0-3  | Brazilië  |      |
| Finale       |        |                  |      |           |      |
| 29 augustus  | Athene | Italië           | 1-3  | Brazilië  |      |

Vrouwen
| Olympiër | Discipline | Resultaat | Prestatie |
| --- | ---------- | --------- | --- |
| Valeska dos Santos Menezes Érika Kelly Pereira Coimbra Marianne Steinbrecher Virna Cristine Dantas Dias Fernanda Porto Venturini Arlene de Queiroz Xavier Walewska Moreira de Oliveira Elisângela Almeida Oliveira Hélia Rogério de Souza Welissa Gonzaga Ana Beatriz Chagas Fabiana Claudino | vrouwen    | 4e        | groep A: 1e W van Japan: 3-0 (25-21, 25-22, 25-21) W van Kenia: 3-0 (25-16, 27-25, 25-12) W van Italië: 3-2 (19-25, 25-13, 22-25, 25-16, 15-13) W van Griekenland: 3-0 (25-22, 25-22, 25-11) W van Zuid-Korea: 3-0 (25-19, 25-18, 25-23) kwartfinale: W van Verenigde Staten: 3-2 (25-22, 25-20, 22-25, 25-27, 15-6) halve finale: V van Rusland: 2-3 (25-18, 25-21, 22-25, 26-28, 10-15) bronzen finale: V van Cuba: 1-3 (22-25, 22-25, 25-14, 17-25) |

| Groep A |             |             |             |             |             |             |             |        |        |        |        |
| #       | Land        | Wedstrijden | Wedstrijden | Wedstrijden | Wedstrijden | Wedstrijden | Wedstrijden | Punten | Punten | Punten | Punten |
| #       | Land        | G           | W           | V           | SW          | SV          | SR          | SPW    | SPL    | Saldo  | Punten |
| 1       | Brazilië    | 5           | 5           | 0           | 15          | 2           | +13         | 410    | 326    | +84    | 10     |
| 2       | Italië      | 5           | 4           | 1           | 14          | 3           | +11         | 392    | 305    | +87    | 9      |
| 3       | Zuid-Korea  | 5           | 3           | 2           | 9           | 7           | +2          | 355    | 352    | +3     | 8      |
| 4       | Japan       | 5           | 2           | 3           | 6           | 10          | -4          | 346    | 343    | +3     | 7      |
| 5       | Griekenland | 5           | 1           | 4           | 5           | 12          | -7          | 349    | 383    | -34    | 6      |
| 6       | Kenia       | 5           | 0           | 5           | 0           | 15          | -15         | 236    | 379    | -143   | 5      |

| Ronde          | Datum  | Plaats      | Land | Score            | Land |
| -------------- | ------ | ----------- | ---- | ---------------- | ---- |
| Groepsfase     |        |             |      |                  |      |
| 14 augustus    | Athene | Japan       | 0-3  | Brazilië         |      |
| 16 augustus    | Athene | Kenia       | 0-3  | Brazilië         |      |
| 18 augustus    | Athene | Brazilië    | 3-2  | Italië           |      |
| 20 augustus    | Athene | Griekenland | 0-3  | Brazilië         |      |
| 22 augustus    | Athene | Brazilië    | 3-0  | Zuid-Korea       |      |
| Kwartfinale    |        |             |      |                  |      |
| 24 augustus    | Athene | Brazilië    | 3-2  | Verenigde Staten |      |
| Halve finale   |        |             |      |                  |      |
| 26 augustus    | Athene | Brazilië    | 2-3  | Rusland          |      |
| Bronzen finale |        |             |      |                  |      |
| 28 augustus    | Athene | Brazilië    | 1-3  | Cuba             |      |

### Wielersport
| Olympiër                   | Discipline       | Resultaat    | Prestatie      |
| Mountainbike               | Mountainbike     | Mountainbike | Mountainbike   |
| -------------------------- | ---------------- | ------------ | -------------- |
| Edvandro Souza Cruz        | mountainbike (m) | 33e          | 2:30.35        |
|                            |                  |              |                |
| Jaqueline Mourao           | mountainbike (v) | 18e          | 2:13.52        |
| Weg                        |                  |              |                |
| Murilo Fischer             | wegwedstrijd (m) | 62e          | 5:50.35        |
| Marcio May                 | wegwedstrijd (m) | DNF          | niet gefinisht |
| Luciano Pagliarini Mendoca | wegwedstrijd (m) | DNF          | niet gefinisht |
|                            |                  |              |                |
| Janildes Fernand Silva     | wegwedstrijd (v) | 54e          | 3:40.43        |

### Worstelen
| Olympiër       | Discipline  | Resultaat   | Prestatie                                                    |
| Vrije stijl    | Vrije stijl | Vrije stijl | Vrije stijl                                                  |
| -------------- | ----------- | ----------- | ------------------------------------------------------------ |
| Antoine Jaoude | -96kg (m)   | 20e         | groep 4: 3e V van GEO Kurtanidze: 0-5 V van IRI Heiradi: 0-4 |

### Zeilen
| Olympiër                             | Discipline  | Resultaat | Prestatie                                         |
| ------------------------------------ | ----------- | --------- | ------------------------------------------------- |
| Ricardo Santos                       | mistral (m) | 4e        | 54 punten: (4-6-2-1-5-17-2-9-1-17)                |
| João Signorini                       | finn (m)    | 10e       | 113 punten: (15-9-21-15-21-4-5-6-12-9-17)         |
| Bernardo Arndt Alexandre Paradeda    | 470 (m)     | 8e        | 104 punten: (5-1-14-19-4-10-17-20-24-9-5)         |
| Marcelo Ferreira Torben Grael        | star (m)    | Goud      | 42 punten: (5-4-1-1-2-5-2-7-11-4-DNS)             |
|                                      |             |           |                                                   |
| Carolina Borges                      | mistral (v) | 25e       | 229 punten: (25-20-24-24-21-23-24-24-25-22-22)    |
| Adriana Kostiw Fernanda Oliveira     | 470 (v)     | 17e       | 119 punten: (OCS-18-19-16-16-3-6-15-15-5-6)       |
|                                      |             |           |                                                   |
| Robert Scheidt                       | laser       | Goud      | 55 punten: (3-8-1-3-8-4-19-12-7-3-6)              |
| Rodrigo Duarte André Fonseca         | 49er        | 6e        | 104 punten: (2-4-13-13-3-3-5-2-10-12-5-15-12-8-5) |
| João Carlos Jordão Maurício Oliveira | tornado     | 17e       | 155 punten: (13-17-16-15-16-17-17-16-13-16-16)    |

### Zwemmen
| Olympiër                                                        | Discipline            | Resultaat | Prestatie                                                                  |
| --------------------------------------------------------------- | --------------------- | --------- | -------------------------------------------------------------------------- |
| Fernando Scherer                                                | 50m vrije slag (m)    | 11e       | serie 10: 2e in 22,52 halve finale 2: 7e in 22,27                          |
| Jader Souza                                                     | 100m vrije slag (m)   | 33e       | serie 6: 8e in 50,67                                                       |
| Rodrigo Castro                                                  | 200m vrije slag (m)   | 20e       | serie 6: 6e in 1.50,27                                                     |
| Bruno Bonfim                                                    | 400m vrije slag (m)   | 34e       | serie 3: 6e in 3.59,96                                                     |
| Paulo Machado                                                   | 100m rugslag (m)      | 32e       | serie 3: 7e in 57,07                                                       |
| Rogério Romero                                                  | 200m rugslag (m)      | 15e       | serie 5: 7e in 2.00,60 halve finale 2: 7e in 2.00,48                       |
| Eduardo Fischer                                                 | 100m schoolslag (m)   | 15e       | serie 8: 4e in 1.01,84 halve finale 2: 8e in 1.02,07                       |
| Rogério Romero                                                  | 200m schoolslag (m)   | 24e       | serie 2: 2e in 2.16,04                                                     |
| Kaio de Almeida                                                 | 100m vlinderslag (m)  | 17e       | serie 8: 7e in 53,22                                                       |
| Gabriel Mangabeira                                              | 100m vlinderslag (m)  | 6e        | serie 8: 4e in 52,76 halve finale 2: 4e in 52,33 finale: 6e in 52,34       |
| Kaio de Almeida                                                 | 200m vlinderslag (m)  | 19e       | serie 5: 8e in 1.59,23                                                     |
| Thiago Pereira                                                  | 200m wisselslag (m)   | 5e        | serie 7: 3e in 2.01,12 halve finale 2: 2e in 2.00,07 finale: 5e in 2.00,11 |
| Diogo Yabe                                                      | 200m wisselslag (m)   | 26e       | serie 5: 6e in 2.03,86                                                     |
| Thiago Pereira                                                  | 400m wisselslag (m)   | 17e       | serie 3: 5e in 4.22,06                                                     |
| Lucas Salatta                                                   | 400m wisselslag (m)   | 19e       | serie 3: 7e in 4.23,01                                                     |
| Gustavo Borges Rodrigo Castro Carlos Jayme Jader Souza          | 4x100m vrije slag (m) | 12e       | serie 2: 6e in 3.20,20                                                     |
| Bruno Bonfim Rodrigo Castro Carlos Jayme Rafael Mosca           | 4x200m vrije slag (m) | 9e        | serie 2: 5e in 7.22,70                                                     |
| Kaio de Almeida Eduardo Fischer Paulo Machado Jader Souza       | 4x100m wisselslag (m) | 15e       | serie 1: 7e in 3.44,41                                                     |
|                                                                 |                       |           |                                                                            |
| Flávia Delaroli                                                 | 50m vrije slag (v)    | 8e        | serie 10: 5e in 25,40 halve finale 2: 5e in 25,17 finale: 8e in 25,20      |
| Rebeca Gusmão                                                   | 50m vrije slag (v)    | 11e       | serie 9: 6e in 25,64 halve finale 1: 4e in 25,31                           |
| Rebeca Gusmão                                                   | 100m vrije slag (v)   | 20e       | serie 6: 7e in 56,25                                                       |
| Mariana Brochado                                                | 200m vrije slag (v)   | 23e       | serie 5: 8e in 2.02,91                                                     |
| Monique Ferreira                                                | 400m vrije slag (v)   | 19e       | serie 5: 8e in 4.13,75                                                     |
| Joanna Maranhão                                                 | 200m wisselslag (v)   | 11e       | serie 3: 4e in 2.16,21 halve finale 1: 5e in 2.15,43                       |
| Joanna Maranhão                                                 | 400m wisselslag (v)   | 5e        | serie 4: 3e in 4.42,01 finale: 5e in 4.40,00 (NR)                          |
| Renata Burgos Flávia Delaroli Rebeca Gusmão Tatiana Lemos       | 4x100m vrije slag (v) | 12e       | serie 2: 6e in 3.45,38                                                     |
| Paula Baracho Mariana Brochado Monique Ferreira Joanna Maranhão | 4x200m vrije slag (v) | 7e        | serie 1: 4e in 8.05,58 finale: 7e in 8.05,29                               |